# Cherefilo
Cherefilo (in greco antico: Χαιρέφιλος?, Chairéphilos; IV secolo a.C. – dopo il 327 a.C.) è stato un mercante ateniese, importatore di pesce salato (probabilmente dal Mar Nero), noto principalmente per essere stato difeso da Iperide con due discorsi (Per Cherefilo).

## Biografia
Cherefilo non era cittadino ateniese, ma grazie alla sua attività era riuscito ad ottenere la cittadinanza ateniese per sé e per i suoi figli; ciò si sa grazie ad un frammento del commediografo Alessi, che citava a sua volta Timocle (il quale diceva che, quando aveva visto i figli di Cherefilo a cavallo, gli erano sembrati degli sgombri), e all'orazione pronunciata da Dinarco contro Demostene nel 323 a.C. in occasione del processo per l'oro di Arpalo, orazione nella quale Dinarco accusava Demostene di essersi lasciato corrompere. Per quanto Timocle, citato nel frammento di cui sopra, parli di due figli, si sa da Dinarco che erano tre, Fidone, Panfilo e Fidippo; da un altro frammento di Alessi si sa che quest'ultimo continuò l'attività paterna.
La data del conferimento della cittadinanza è certamente anteriore al 323 a.C. (data dell'orazione di Dinarco), ma per il resto si può solo congetturare: se si accetta la datazione al 328/327 a.C. della commedia di Timocle da cui proviene il frammento, si può affermare che a quell'epoca Cherefilo aveva già ottenuto la cittadinanza, visto che Timocle lo menziona come "ateniese". Un altro elemento utile per la datazione è un'iscrizione nella quale si legge che Panfilo, iscritto al demo di Peania, contribuì con 100 dracme alla liturgia dell'eutaxia; l'iscrizione può essere datata al 330 a.C. circa ed è possibile che proprio in occasione di questa eutaxia Timocle abbia osservato i figli di Cherefilo a cavallo. Sembra inoltre probabile che il conferimento della cittadinanza, forse legato all'influenza di Demostene, sia però da imputare soprattutto alla crisi di approvvigionamento che attraversò Atene negli anni 330-326 a.C., che potrebbe aver spinto gli Ateniesi a conferire la cittadinanza a Cherefilo, probabilmente come incentivo per le sue future attività.
Il procedimento giudiziario subito da Cherefilo fu una probole; si ipotizza che la causa potesse essere il cosiddetto "inganno nei confronti del popolo", in questo caso probabilmente una beneficenza promessa al popolo (magari sotto forma di grano a prezzo vantaggioso o addirittura gratis) non mantenuta per motivi ignoti. Nel caso la probole fosse applicabile solo a cittadini ateniesi e meteci, va collocata dopo l'iscrizione di cui sopra (quindi dopo il 330 a.C., se la datazione è corretta). Il processo ebbe luogo davanti all'eliea presieduta dai tesmoteti e Cherefilo fu difeso da Iperide.
Le due orazioni pronunciate da Iperide per Cherefilo sono andate perdute, eccetto qualche parola conservata da Prisciano, Giulio Polluce e Arpocrazione, e non si sa nemmeno se fossero state pronunciate nello stesso processo o in due processi diversi; un frammento più consistente è stato però ritrovato nei papiri di Ossirinco e sembra appartenere a queste orazioni. In questo frammento si fa riferimento ad un'apophasis, un'indagine che veniva compiuta dall'Areopago su invito dell'ecclesia solo in caso di reati particolarmente gravi (questa può quindi essere considerata una conferma dell'importanza di questo processo), e si afferma che né da essa né dalle torture inflitte agli schiavi erano emerse prove contro Cherefilo. Il fatto che si parli di torture inflitte agli schiavi può indurre a credere che il processo fosse in fase avanzata, ma le prove sono insufficienti per stabilirlo. Non si sa l'esito del processo, ma visto il contenuto del frammento di cui sopra e un'iscrizione in cui Cherefilo scioglie un voto ad Apollo (la data di quest'ultima però è incerta e il Cherefilo menzionatovi potrebbe essere il nipote di quello di Iperide) si pensa che Cherefilo sia stato assolto.